# Râul Calova
Râul Calova este un afluent al râului Timiș

## Hărți
- Harta Munții Poiana Rusca  Arhivat în 12 martie 2010, la Wayback Machine.
- Harta Județului Caraș-Severin